# Seratissima
Seratissima è stato un varietà televisivo italiano, trasmesso in prima serata su Canale 5 il 27 aprile e il 4 maggio 1993, con la conduzione di Enrica Bonaccorti.

## Il programma
La trasmissione riprendeva esplicitamente la formula di Serata d'onore, programma di successo Rai conclusosi l'anno precedente, ereditandone il medesimo gruppo di lavoro: il regista Luigi Bonori, gli autori Castellano e Pipolo e Marco Mattolini ed il produttore Giorgio Carnevali.
La conduttrice Enrica Bonaccorti era affiancata dalle presenze fisse di Massimo Boldi, Gian, Enzo Cannavale, Simona Marchini, Augusto Martelli e il pupazzo Beethoven, creato da Castellano e Pipolo, che animavano uno spazio della trasmissione chiamato "processo", dove sul banco degli imputati l'ospite della puntata subiva un processo bonario in cui venivano messi in luce anche i suoi difetti.
La Bonaccorti si calava nel ruolo di avvocato difensore, Simona Marchini un testimone a favore dell’imputato, Massimo Boldi presidente del tribunale, Gian il pubblico ministero, Cannavale il cancelliere e Martelli capo della giuria composta da un gruppo di coristi.
Delle sei puntate previste (dedicate a Paolo Villaggio, Pippo Baudo, Lorella Cuccarini e Marco Columbro, Sandra Mondaini e Raimondo Vianello, Maurizio Costanzo, Corrado) ne vennero realizzate solo due, in quanto la trasmissione venne interrotta a causa dei bassi ascolti.
Il programma, completamente rivoluzionato, fu riproposto in seguito con il titolo Canzoni spericolate, mantenendo sostanzialmente lo stesso cast.